# بحيرة كريستال (ميشيغان)
بحيرة كريستال (بالإنجليزية: Crystal Lake) هي بحيرة طبيعية تقع في مقاطعة بينزي بولاية ميشيغان في الولايات المتحدة. تبلغ مساحتها حوالي 4.5 كيلومتر مربع، ويصل أقصى عمق لها إلى 15 متر.

## الجغرافيا
تعد بحيرة كريستال واحدة من الوجهات المائية المميزة في ولاية ميشيغان، وهي تتغذى من الينابيع الجوفية وبعض الأنهار الصغيرة التي تصب فيها.